# Ri Yong-gil
Ri Yong-gil (1955-) é um militar oficial norte-coreano. Acredita-se de ter sido nos anos 60, quando nomeado para sua posição como um general em 2013. No início de 2016, foi divulgadas a informação de que havia sido executado, no entanto, tal informação foi, posteriormente, considerada falsa.
Ri foi feito um tenente geral, em abril de 2002 e recebeu o comando do avanço implantado no 3ª Corpo do Exército de 2002 a 2007, e mais tarde o 5º Corpo do Exército, de 2007 a 2012. Ele foi promovido a coronel em geral e eleito membro suplente do comitê central do Partido dos Trabalhadores da Coreia em 2010. Ele foi promovido o chefe do Estado-Maior de Operações Bureau no final de 2012, encarregado de coordenar comandantes de corpo kPa e reportando-se ao chefe da general Staff e do Comando Supremo.[carece de fontes?]
Ri foi nomeado Chefe do Estado Maior General das Forças Armadas da Coreia do Norte em agosto de 2013 bem como promovido a general em torno do mesmo tempo.